# Boeing 747-400
Dimensions
Le Boeing 747-400 est un développement majeur et le modèle le mieux vendu de la famille d'avions de ligne à réaction Boeing 747. Tout en conservant la disposition quadrimoteur et le fuselage large de ses prédécesseurs, le 747-400 intègre de nombreux changements technologiques et structurels destinés à produire une cellule plus performante. Sa caractéristique la plus distinctive par rapport aux 747 précédents sont les winglets de 1,8 mètre (6 pieds) montés sur les extensions de saumons d'ailes de 1,8 m, qui se trouvent sur tous les 747-400 à l'exception des versions destinées au marché interne japonais.
Le 747-400 est équipé d'un cockpit à deux membres d'équipage avec une planche de bord tout écran, ce qui supprime le besoin d'officier mécanicien navigant. Il intègre des moteurs plus économiques, un réservoir de carburant dans l'empennage horizontal et des carénages revus au niveau de la jonction entre la voilure et le fuselage. L'avion reçoit également un intérieur entièrement nouveau avec des divertissements en vol améliorés. Tout comme pour le 747-300, les versions passagers ont le pont supérieur allongé par rapport aux anciens modèles. Il peut emporter 660 passagers, pour la version 747-400D, et effectuer un vol sans escale de plus de 14 200 km (7 670 milles nautiques) à charge maximale, selon les versions.
Le 9 février 1989, Northwest Airlines est la première compagnie à mettre le 747-400 en service commercial. Le 747-400 est produit en versions passager (modèle 400), cargo (400F), combi (400M), optimisée pour les vols intérieurs (400D), passager à plus grande autonomie (400ER) et cargo à autonomie accrue (400ERF). Le 747-400 est la deuxième version la plus récente de la famille d'avions 747 ; elle est remplacée par le 747-8 plus économique et perfectionné. Le dernier modèle 400 est livré en décembre 2009. En juillet 2019, 331 747-400 sont toujours en service dans les compagnies aériennes.

## Développement

### Contexte historique

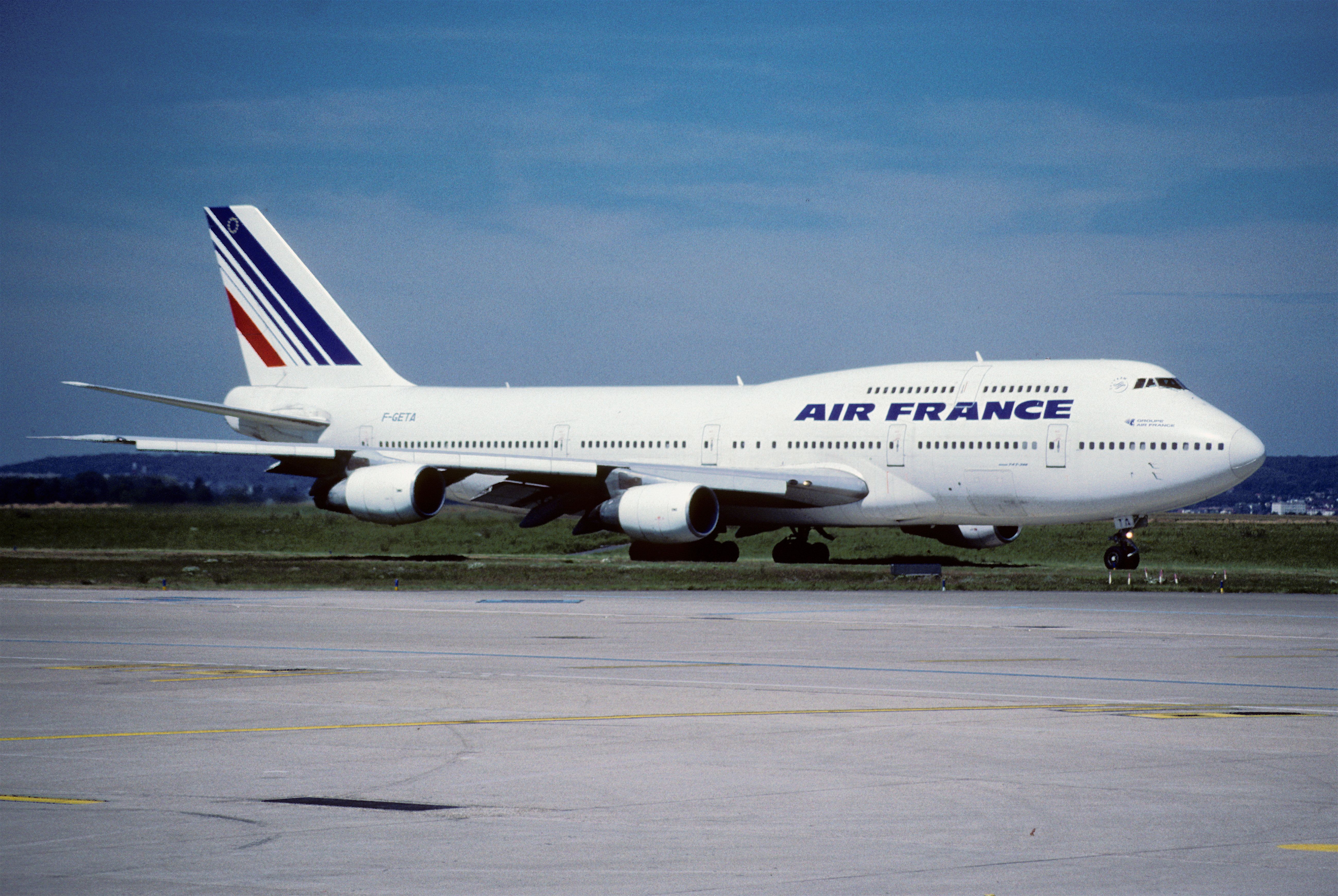
Le Boeing 747-300, prédécesseur du -400, a un pont supérieur rallongé par rapport au 747-200.

À la suite de sa mise sur le marché en 1970, le 747 remporte un succès important auprès des compagnies aériennes et des voyageurs. En tant que premier avion de ligne à réaction gros-porteur, le 747 révolutionne le voyage aérien et consolide la prédominance du constructeur sur le marché des avions à passagers. En 1980, Boeing annonce sa dernière version du 747, le 747-300 ; il peut transporter encore plus de passagers, ce qui est rendu possible par un pont supérieur allongé (stretched upper deck, SUD), qui est initialement proposé en option sur le 747-200, et qui devient standard. Le pont supérieur est alors presque deux fois plus long que sur les premiers 747. Cependant, outre sa capacité augmentée, le 747-300 n'offre pas d'augmentation de la distance franchissable ; il n'intègre pas non plus d'amélioration du poste de pilotage ni des matériaux de construction. À cette époque, les 747 deviennent plus coûteux à exploiter à cause de nombreux facteurs, notamment les systèmes conventionnels de commandes de vol, les équipages de vol de trois personnes et les coûts de carburant.
En 1982, Boeing introduit un cockpit à deux membres d'équipage avec une planche de bord tout écran, de nouveaux moteurs et des matériaux améliorés sur ses biréacteurs 757 et 767. Des technologies similaires sont également utilisées sur les projets nouvellement annoncés d'avions gros-porteurs rivaux, que sont l'Airbus A340 et le McDonnell Douglas MD-11. À cette époque, les ventes combinées des 747-100, 747-200 et 747-300 (collectivement dénommés les 747 « Classics ») approchent les 700 appareils, mais les nouvelles commandes arrivent lentement. L'arrivée du 747-300 a du mal à enrayer le déclin et fait lui-même face à une concurrence potentielle des modèles plus modernes. Par conséquent, Boeing commence à envisager une amélioration plus significative pour son plus gros avion de ligne à réaction.
Début 1984, les responsables de l'entreprise identifient cinq objectifs de développement pour la dernière amélioration du 747 : de nouvelles technologies, un intérieur amélioré, un accroissement d'autonomie de 1 000 milles nautiques (soit 1 852 km), des moteurs plus performants et économiques, et une réduction de 10 % des coûts d'exploitation. En septembre 1984, Boeing annonce le développement du nouveau dérivé du 747 au salon aéronautique de Farnborough, le « Advanced Series 300 » (« modèle 300 amélioré »). Le 22 octobre 1985, le modèle est officiellement lancé quand Northwest Airlines devient le premier client du 747-400, avec une commande de 10 appareils. Cathay Pacific, KLM, Lufthansa, Singapore Airlines et British Airways annoncent plusieurs commandes dans les mois qui suivent, suivis par United Airlines, Air France et Japan Airlines.

### Travail de conception

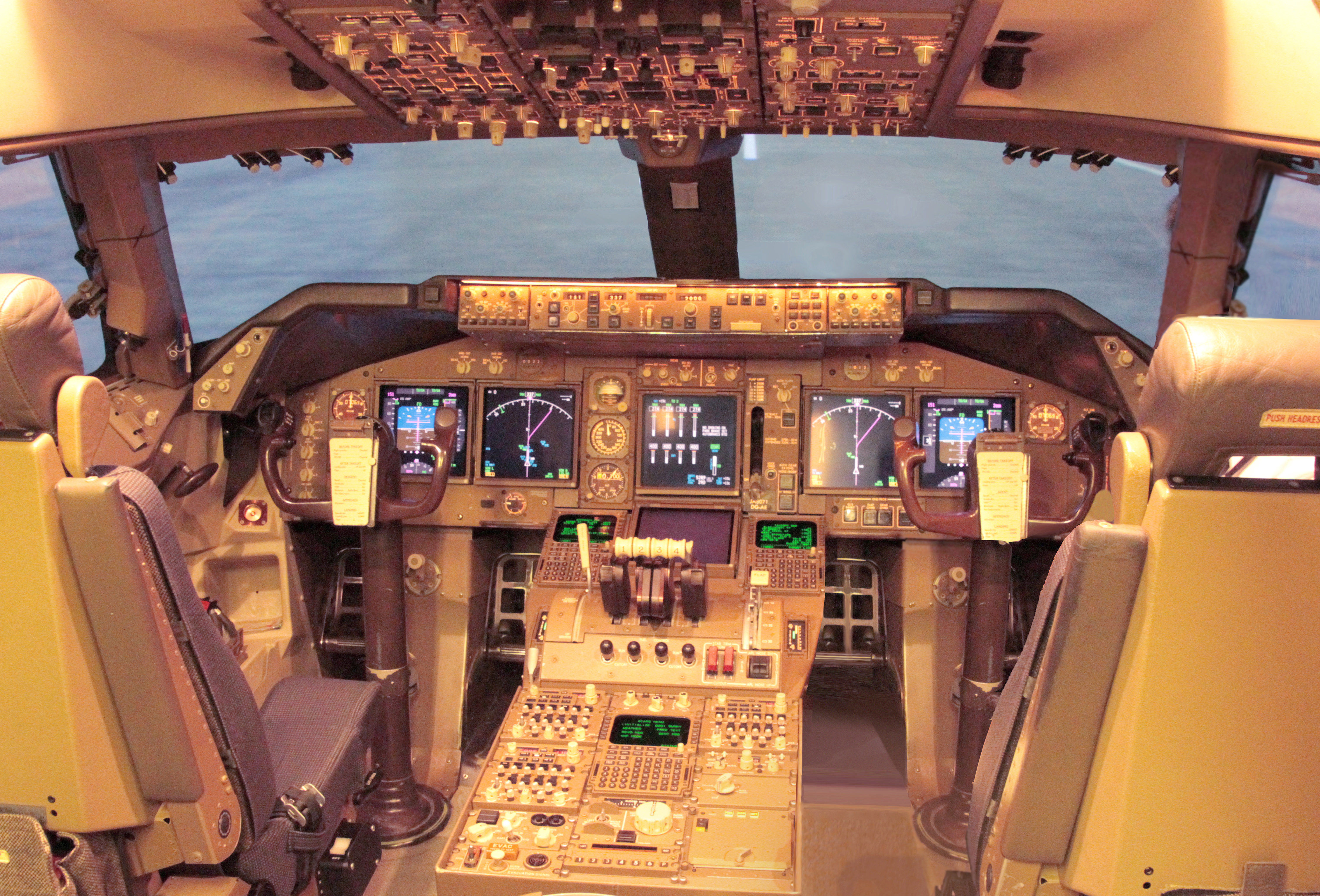
Le cockpit modernisé du Boeing 747-400 avec une planche de bord tout écran.

Sept premiers clients, à savoir British Airways, Cathay Pacific, KLM, Lufthansa, Northwest Airlines, Qantas et Singapore Airlines forment un groupe consultatif pour renseigner Boeing sur le processus de développement du 747-400. Bien que l'avion soit conçu comme une mise à niveau de nouvelles technologies, Boeing propose des modifications de conception minimales afin de réduire les coûts de développement et conserver une communité avec les modèles existants. Cependant, le groupe consultatif des compagnies aériennes souhaite des modifications plus poussées, plus particulièrement un cockpit à deux membres d'équipage avec une planche de bord tout écran. En réponse à la requête des compagnies, le nouveau cockpit du 747-400 reçoit des écrans à tube cathodique (cathode-ray tube, CRT), introduits sur les 757 et 767, ainsi que des systèmes propres au 747 comme son pilote automatique.
L'envergure du 747-400 est augmentée de 5,2 m (17 ft) par rapport aux 747 précédents via des extensions de saumon. Pour réduire la traînée aérodynamique, les ailes sont équipées de winglets hauts de 1,8 m (6 ft). Malgré leur agrandissement, les ailes sont plus légères de 2 700 kg en raison de l'utilisation de nouveaux alliage d'aluminium. L'empennage horizontal est modifié pour recevoir un réservoir de carburant d'une capacité de 12 000 L (3 300 gallons US), ce qui accroît l'autonomie de 650 km (350 NM), et le débattement de la gouverne de direction passe à 30°. Le train d'atterrissage est redessiné avec des roues plus larges et des freins en carbone. Les modifications intérieures comprennent une cabine restylée avec de nouveaux matériaux et des équipements améliorés.
Les nouveaux moteurs proposés sur le 747-400 sont le Pratt & Whitney PW4056, le General Electric CF6-80C2B1F et le Rolls-Royce RB211-524G/H. Les moteurs offrent une consommation de carburant plus faible et une plus grande poussée, ainsi qu'un contrôle numérique total de moteur (full-authority digital engine control, FADEC) qui ajuste les performances des moteurs pour augmenter leur efficacité. Un nouveau groupe auxiliaire de puissance (auxiliary power unit, APU) construit par Pratt & Whitney Canada est également choisi pour alimenter le 747-400 au sol, avec une consommation de 3,6 L/100 km/passager réduite de 40 % par rapport aux précédents APU.

### Production et essais

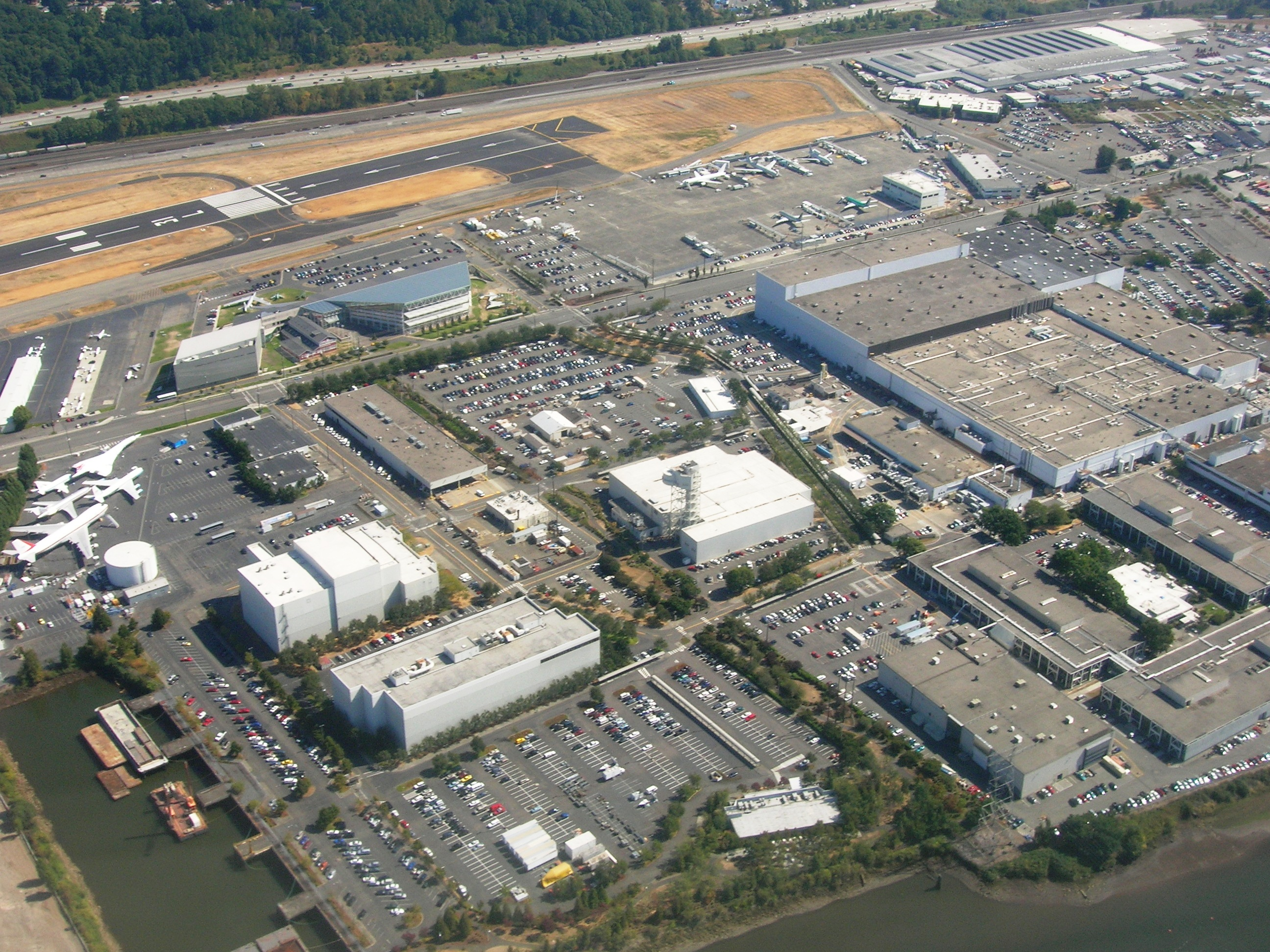
Une vue aérienne de Boeing Field, l'un des sites utilisés pour les essais en vol du 747-400.

L'assemblage final du premier 747-400 commence en septembre 1987 à l'usine Boeing d'Everett, le site de production du 747. Plus de 50 pour cent des composants de l'appareil sont produits par des sous-traitants ; les structures majeures, les nacelles moteurs, les sous-ensembles sont fournis par Northrop, et les morceaux de fuselage du pont supérieur par Daewoo. Tous les composants sont intégrés dans le processus d'assemblage final à l'usine d'Everett. Le premier appareil, équipé de moteurs PW4056, est achevé fin 1987. Le 26 janvier 1988, il sort d'usine à l'usine d'Everett alors que le même jour l'usine Boeing de Renton voit sortir le premier 737-400, faisant la première double sortie d'avion de ligne à réaction de l'histoire du constructeur. Au moment de la sortie d'usine, le 747-400 compte déjà plus de 100 commandes.
Le 747-400 vole pour la première fois 29 avril 1988, piloté par le pilote d'essai James Loesch et le copilote Kenneth Higgins. À cause des retards des sous-traitants dans l'approvisionnement des composants et d'un diagnostic supplémentaire des anomalies sur les systèmes électroniques de l'appareil, le premier vol a lieu avec six semaines de retard sur le calendrier. Au cours de ce vol, l'appareil part de Paine Field, site de l'usine d'Everett, et se pose à Boeing Field dans le sud de Seattle, après avoir volé 2 heures et 26 minutes, sans incident. Le programme d'essais en vol du 747-400 utilise les quatre premiers appareils construits, un de plus que nécessaire pour certifier les trois options de motorisation de l'avion. Un appareil d'essai est équipé des moteurs CF6-80C2B1F et RB211-524G/H, deux autres reçoivent des PW4056 tandis que le quatrième sert d'appoint. La certification de la Federal Aviation Administration (FAA) est obtenue le 10 janvier 1989 avec les moteurs Pratt & Whitney PW4000, le 18 mai avec les General Electric CF6-80C2 et le 8 juin avec les Rolls-Royce RB211-524G.
Avec la poursuite du programme d'essais en vol, des difficultés sont rencontrées avec le processus de production du 747-400, ce qui conduit Boeing à annoncer un retard de livraison de plus d'un mois pour les 20 premiers appareils construits. Une des principales raisons du retard est la complexité sans précédent des configurations intérieures proposées aux compagnies aériennes, qui va des emplacements des toilettes et des galley aux nuances de couleurs des signaux d'avertissement. Associé à de nouveaux travailleurs inexpérimentés, un manque de techniciens chevronnés, les configurations intérieures qui doivent être retravaillées, et les problèmes d'intégration de l'électronique dans le nouveau cockpit, la production du 747-400 prend du retard. Cependant, l'avionneur parvient à résoudre les problèmes de production à la mi 1989 ; les trois options de motorisation sont livrées dans un intervalle de quatre mois et les retards globaux ne dépassent pas plusieurs semaines.

### Entrée en service et opérations

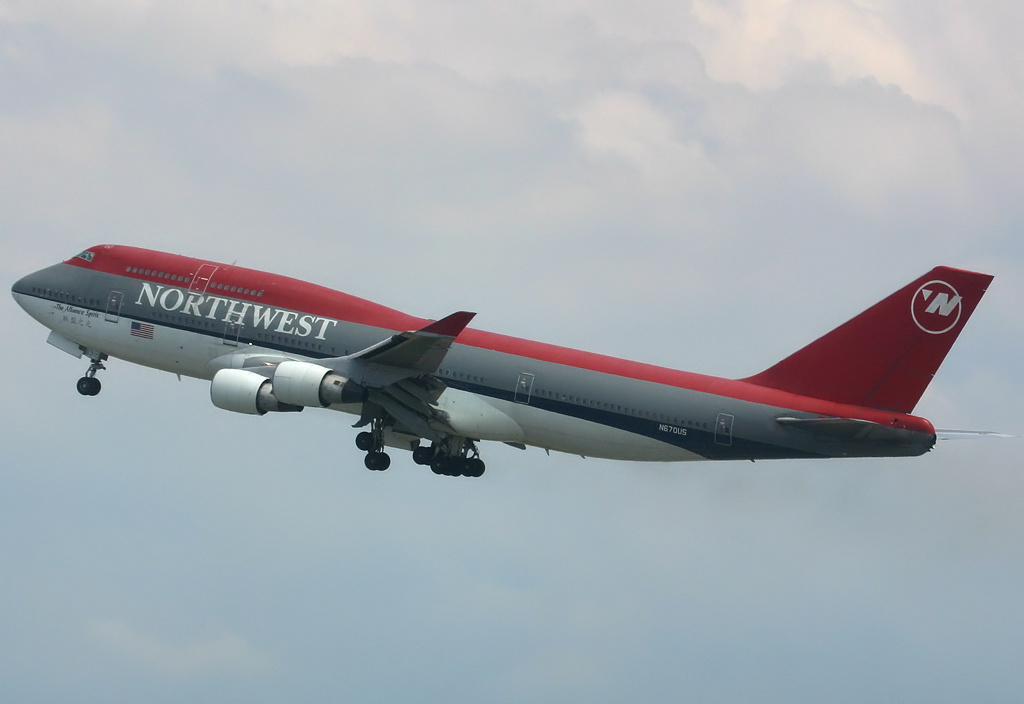
Northwest Airlines met le 747-400 en service en février 1989.

Le premier 747-400 est livré à Northwest Airlines, client de lancement, le 26 janvier 1989 ; il entre en service le 9 février avec un vol de Minneapolis vers Phoenix, vingt ans après le premier vol du 747-100. Le 31 mai 1989, Singapore Airlines opère le premier service international avec un 747-400, avec un vol de Singapour à Londres.
En mai 1989, une semaine avant la livraison initiale à KLM, premier client européen, les autorités conjointes de l'aviation (Joint Aviation Authorities, JAA) scandalisent Boeing en refusant d'accorder la certification réglementaire à l'avion, à cause du manque de résistance du plancher du pont supérieur en cas de décompression explosive. Tandis que l'avionneur défend que le plancher de cabine du 747-400 n'est pas différent de celui du 747-300 déjà certifié et en service, la JAA soutient que le nouveau modèle pourra rester en service jusqu'en 2020 et même au-delà et sera ainsi soumis à de nouvelles normes, plus strictes, mises à jour pour refléter le risque d'engins explosifs. Dans les jours précédant la première livraison à la KLM, les négociations entre Boeing et la JAA aboutissent à un compromis : un certificat d'exploitation temporaire doit être délivré pour le 747-400, à condition que le constructeur développe une structure modernisée pour l'appareil dans les deux ans. l'accord de dernière minute permet à KLM et à la Lufthansa de prendre livraison de leurs 747-400 sans retards supplémentaires.
Après les premières livraisons de 747-400, Boeing commence la production de version additionnelles de l'avion. Le premier 747-400 combi, capable d'emporter à la fois des passagers et du fret, sort d'assemblage en juin 1989. Le 747-400D (domestic, intérieur), une version court-courrier conçue pour le service entre les îles japonaises, effectue son premier vol le 18 mars 1991 en entre en service avec Japan Airlines le 22 octobre. Une version cargo, le 747-400F voit son premier exemplaire livré en mai 1993 à Cargolux. À la fin des années 1990, Boeing produit quatre versions du 747-400.

### Développements supplémentaires

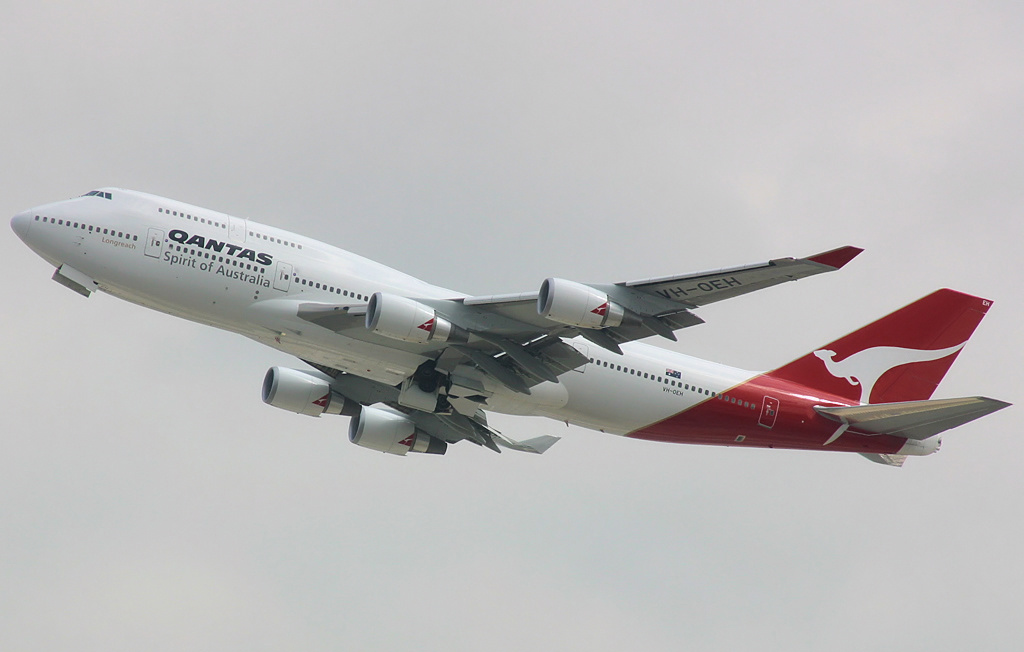
Qantas met le 747-400ER en service en novembre 2002.

La version cargo à autonomie accrue (ERF, extended range freighter) entre en service en octobre 2002. Le mois suivant la version passager à plus grande distance franchissable (ER, extended range) est mise en service avec Qantas, seule compagnie à commander le 747-400ER. Qantas utilise l'appareil sur les vols Melbourne-Los Angeles et Sydney-Dallas, qui sont trop longs pour être effectués par un 747-400 ordinaire. Le 747-400ER est équipé du Boeing Signature Interior, qui est par la suite disponible sur le 747-400 soit en tant que nouvel équipement sur les 747-400 actuels, soit installé dans les appareils neufs. Par exemple, les quatre derniers Boeing 747-400 de China Airlines (immatriculés B-1821x), également les quatre derniers 747-400 passagers construits, sortent d'usine avec le Boeing Signature Interior. L'un d'entre eux (B-18210) reçoit une livrée mixte : fuselage aux couleurs de Boeing et dérive aux couleurs de China Airlines.
Dans les années 2000, afin de promouvoir le développement d'un carburant durable de remplacement, avec des émissions plus faibles, plusieurs utilisateurs de 747-400 étudient l'utilisation de l'huile extraite de la plante jatropha. Air New Zealand réalise le premier vol commercial avec un avion utilisant de l'huile comme carburant ; l'un des moteurs du 747-400 de la compagnie consomme un mélange de 50 % d'huile de jatropha et 50 % de carburéacteur pendant deux heures lors du vol au cours duquel les ingénieurs collectent des données. Continental Airlines teste l'huile de jatropha sur un de ses appareils le 7 janvier 2009. La jatropha est facile à cultiver, nécessite peu de fertilisants et d'eau, et produit une plante riche en huile.
La production des 747-400 passagers cesse officiellement le 15 mars 2007. Les quatre derniers 747-400 commandés sont annulés par Philippine Airlines qui choisit à la place le 777-300ER. Le dernier à commander le 747-400 est China Airlines en novembre 2002, le dernier appareil étant construit en 2005 et livré cette même année au mois d'avril. C'est le 1 358e 747 (MSN33737/B-18215). Pour les versions cargo, la production se prolonge pendant plus de deux ans ; les deux derniers appareils, des 747-400ERF sont livrés à la compagnie koweïtienne LoadAir Cargo le 10 novembre 2009.

## Descriptif technique

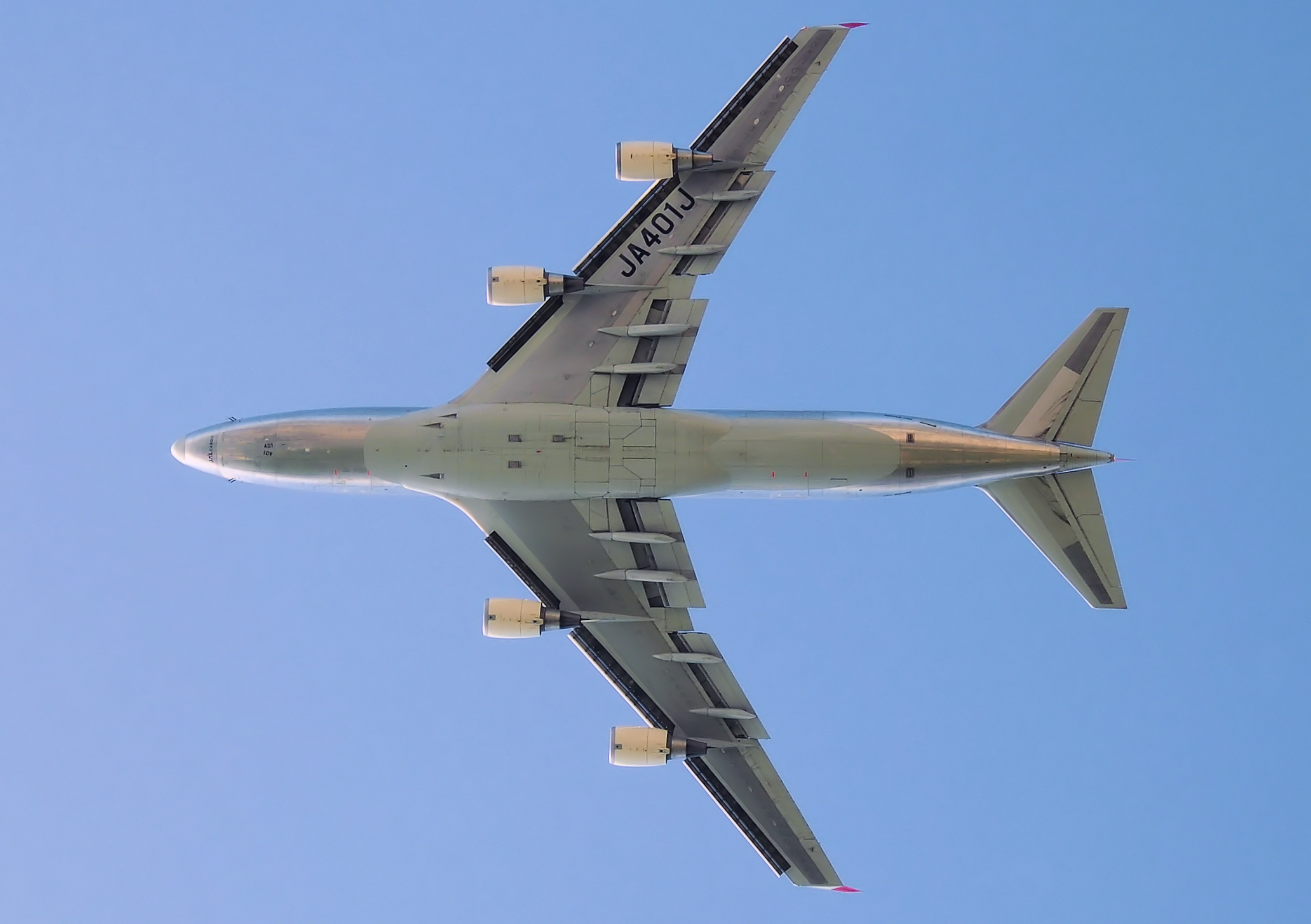
La voilure d'un Boeing 747-400 de Japan Airlines.

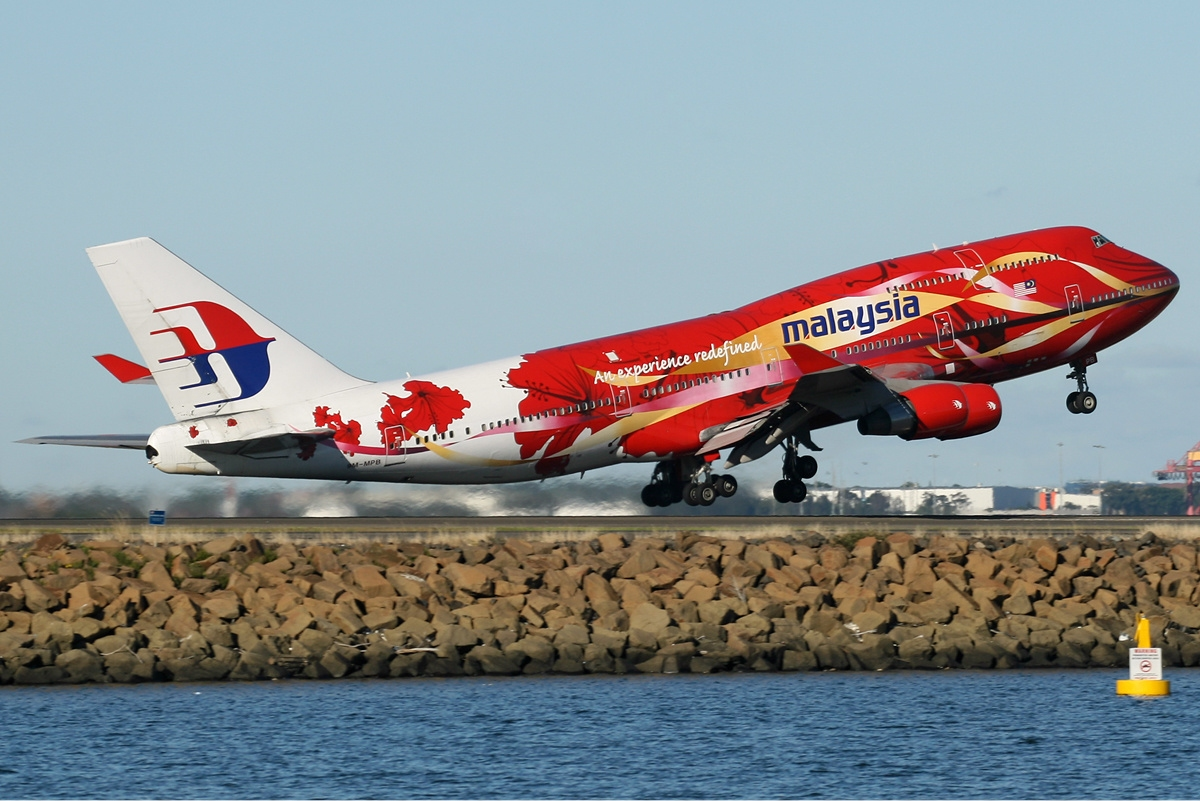
Le Boeing 747-400 9M-MPD de Malaysia Airlines dans la livrée spéciale Hibiscus, décollant de la piste 34L de l'aéroport de Sydney.

La cellule du 747-400 est équipée d'ailes agrandies et plus légères que les 747 précédents et sont équipées de winglets. Les winglets permettent d'augmenter de trois pour cent la distance franchissable, améliorer les performances au décollage et atteindre une altitude de croisière plus élevée. L'envergure agrandie permet d'ajouter une section additionnelle de becs de bord d'attaque. Sans les équipements intérieurs, le fuselage basique du 747-400 est plus léger que celui des modèles précédents mais avec les équipements, il est plus lourd et solide que sur les modèles plus anciens. Le train d'atterrissage utilise la même configuration que sur les anciens 747 mais les disques de frein en carbone remplacent les précédents en acier, et le gain de masse est de 820 kg (1 800 livres).
Le cockpit avec une planche de bord tout écran du 747-400 est équipé d'écrans CRT qui affichent les instruments de vol ainsi que le système d'indications moteur et d'alerte de l'équipage (engine indicating and crew alerting system, EICAS). Le poste de l'officier mécanicien navigant des 747 précédents n'est plus présent et les nouveaux affichages et la disposition simplifiée entraîne une réduction de deux tiers du nombre d'interrupteurs, lumières et jauges par rapport au 747 classique. Les autres nouveaux systèmes comprend l'ordinateur de gestion de vol (flight management computer, FMC) Honeywell amélioré qui aide les pilotes dans le calcul des altitudes et routes optimales, ainsi qu'un ordinateur central de maintenance (central maintenance computer, CMC) qui automatise le diagnostic des anomalies.
L'intérieur redessiné du 747-400 reçoit de nouvelles parois latérales, des hublots en verre phénolique, des panneaux en composite carbone et des coffres à bagages plus grands. Une structure améliorée de divertissements en vol, appelée l'Advanced Cabin Entertainment/Service System (ACESS), fait ses débuts sur le 747-400, qui comprend une fonctionnalité audio de 18 canaux, quatre zones d'annonce intercom des passagers, des téléphones inter-cabine et l'éclairage pour les passager dans un système central. Une zone de repos pour l'équipage avec huit couchettes dans le plafond est installé en arrière de la cabine, tandis qu'une seconde zone de repos se situe derrière le cockpit pour une utilisation par l'équipage.
Les quelques derniers 747-400 livrés sont équipés du Boeing Signature Interior dérivé de celui du Boeing 777.

## Versions

### 747-400

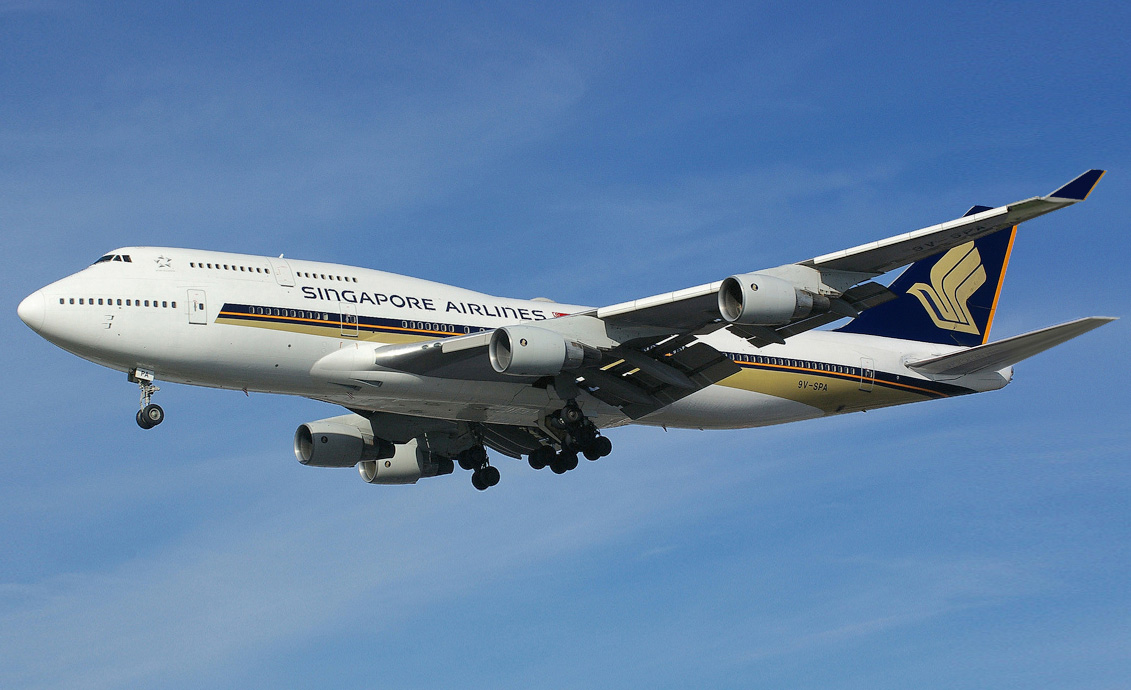
Un Boeing 747-400 de Singapore Airlines, le premier utilisateur international du type.

La version originale du nouveau 747, le 747-400, reçoit une envergure augmentée, des winglets, des moteurs améliorés et un cockpit avec une planche de bord tout écran qui supprime le besoin d'un officier mécanicien navigant. Cette version, comme les autres destinées au transport de passagers, est équipée du pont supérieur allongé introduit avec le 747-300. Le modèle passager constitue l'essentiel des ventes de 747-400 ; 442 sont construits.
En 1989, un 747-400 de la Qantas effectue un vol sans escale entre Londres et Sydney, soit une distance de 18 001 km (9 720 NM), en 20 heures et 9 minutes ce qui est le record du monde de distance d'un avion commercial, battu depuis par les Boeing 777-200ER et 200LR. Cette performance a lieu au cours d'un vol de livraison sans passagers ou fret. Le 27 juin 1988, au cours des essais, le premier 747-400 construit bat le record du monde du plus lourd avion de ligne à décoller, le vol étant destiné à simuler les décrochages à lourde charge. Au moment du décollage, l'avion pèse 404 810 kg, et afin de satisfaire aux règles de la Fédération aéronautique internationale, il monte à une hauteur de 2 000 m (6 562 ft).

### 747-400F

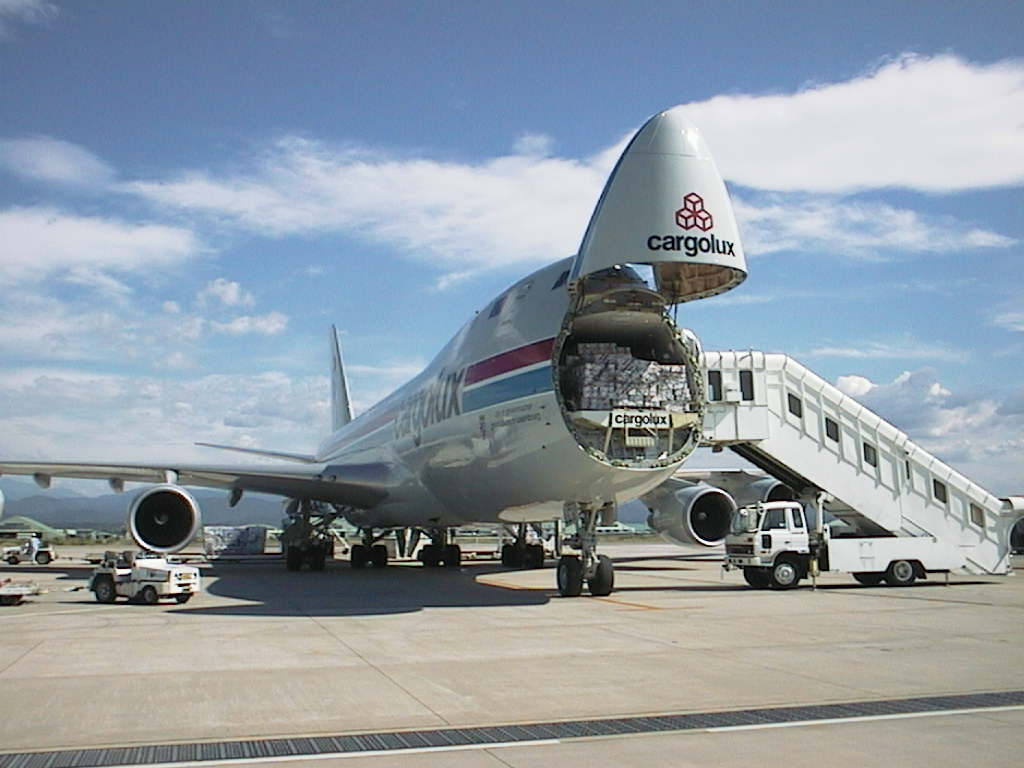
Un 747-400F de Cargolux avec la porte de nez ouverte.

Le 747-400F (freighter, cargo) est une version du 747-400 entièrement destinée au transport de fret. Tandis qu'elle utilise les systèmes améliorés et le modèle de voilure des versions passagers, elle est équipée du pont supérieur initial court des premiers 747. Le modèle effectue son premier vol le 4 mai 1993 et entre en service avec Cargolux le 17 novembre. Les principaux clients sont Atlas Air, Cargolux, China Airlines, Korean Air, Nippon Cargo Airlines, Polar Air Cargo et Singapore Airlines. Le 747-400F se distingue du 747-400 passager par son pont supérieur plus court.
Le 747-400F dispose d'une porte cargo sur le nez et un système mécanisé de manipulation du fret. La porte de nez s'ouvre vers le haut afin que les palettes ou conteneurs de plus de 12 m (40 ft) de long puissent être chargées via des tapis roulants motorisés. Une porte cargo latérale optionnelle de pont principal (comme sur le 747-400M) permet le chargement de modules cargo de plus grandes dimensions. Une porte latérale sur le pont inférieur (belly, ventre) permet le chargement de dispositifs de charge unitaire (unit load devices, ULD) de plus de 1,63 m de haut. 126 avions sont construits ; le dernier 747-400F est livré à Nippon Cargo Airlines le 2 août 2008.

### 747-400M
Le 747-400M, une version passager/cargo ou « combi », vole pour la première fois le 30 juin 1989 et entre en service avec KLM le 12 septembre. Basé sur les versions combi à succès des précédents 747, le 747-400M dispose d'une grande porte située à l'arrière du fuselage pour le chargement de fret sur le pont principal. Une cloison fermée sépare l'espace cargo de la cabine passager située à l'avant ; le 747-400M est également équipé d'un dispositif additionnel de protection contre l'incendie, un plancher de pont principal renforcé, un système de transrouleur, et un équipement de conversion passager à cargo. 61 appareils sont construits ; le dernier 747-400M est livré à KLM le 10 avril 2002,. En juillet 2016, KLM et Asiana Airlines sont les deux seules compagnies à utiliser le 747-400 combi, avec respectivement quinze et deux appareils dans leurs flottes. Trois ans plus tard, KLM est l'unique opérateur avec sept appareils sous ses couleurs.

### 747-400D

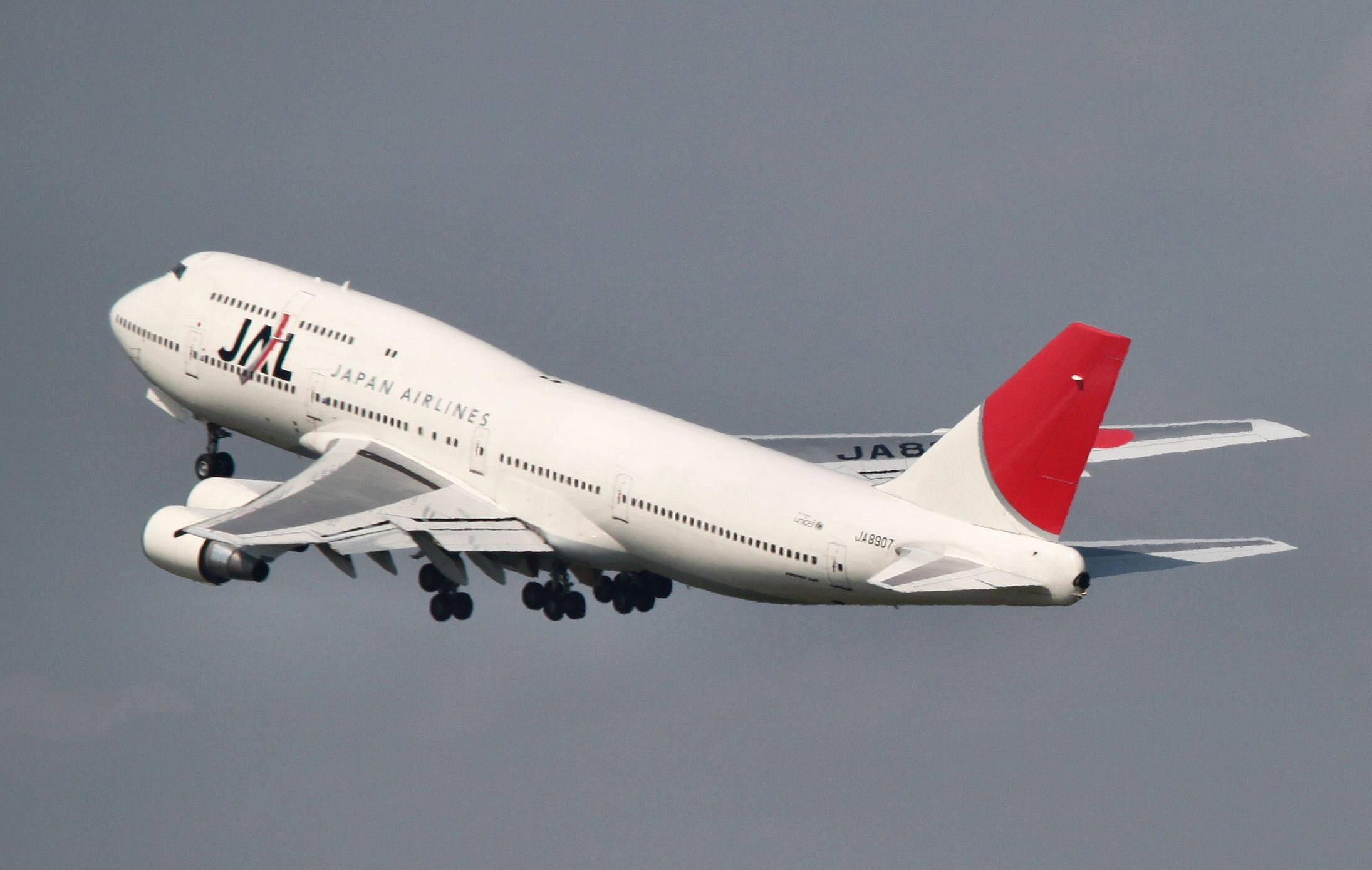
Un Boeing 747-400D de Japan Airlines décollant de l'aéroport international de Tokyo-Haneda.

Le 747-400D (domestic, intérieur) est un modèle à haute densité de sièges développé pour les vols intérieurs court-courriers japonais. Cette version peut emporter un maximum de 568 passagers en configuration 2 classes, ou 660 passagers en configuration à classe unique.
Le 747-400D ne reçoit pas les extensions de saumons d'aile ni les winglets des autres versions. Les winglets ne fournissent qu'un avantage très limité sur les vols court-courriers, alors qu'ils augmentent la masse et le coût. Le modèle 400D peut être converti pour des vols long-courrier en cas de besoin. Il se distingue du 747-300 de même configuration par les hublots additionnels sur le pont supérieur. Ceci permet l'ajout de sièges à l'arrière du pont supérieur, où se situe normalement le galley sur les vols plus longs. Au total, 19 appareils de ce type sont construits, le dernier exemplaire étant livré à All Nippon Airways le 11 décembre 1995,.

### 747-400ER
Le 747-400ER (extended range, autonomie accrue) est lancé le 28 novembre 2000 à la suite d'une commande de six appareils par Qantas,. C'est finalement la seule commande pour la version passager. Le 400ER peut voler 805 km de plus ou emporter 6 800 kg de fret supplémentaires. Qantas reçoit le premier 747-400ER le 31 octobre 2002. Le modèle peut recevoir en option un ou deux réservoirs additionnels d'une capacité de (12 265 L) 3 240 gallons US situés dans le ventre de l'appareil, dans la soute cargo avant. Construits par Marshall Aerospace, ces réservoirs sont constitués de métal sur métal avec structure en nid d'abeille pour atteindre un rapport volume à sec par rapport au poids de carburant élevé. Une technologie similaire est utilisée par Marshall dans le développement des réservoirs de ventre des Boeing 777-200LR et P-8A Poseidon.
Les six appareils livrés à Qantas sont toujours en service en juillet 2019.

### 747-400ERF

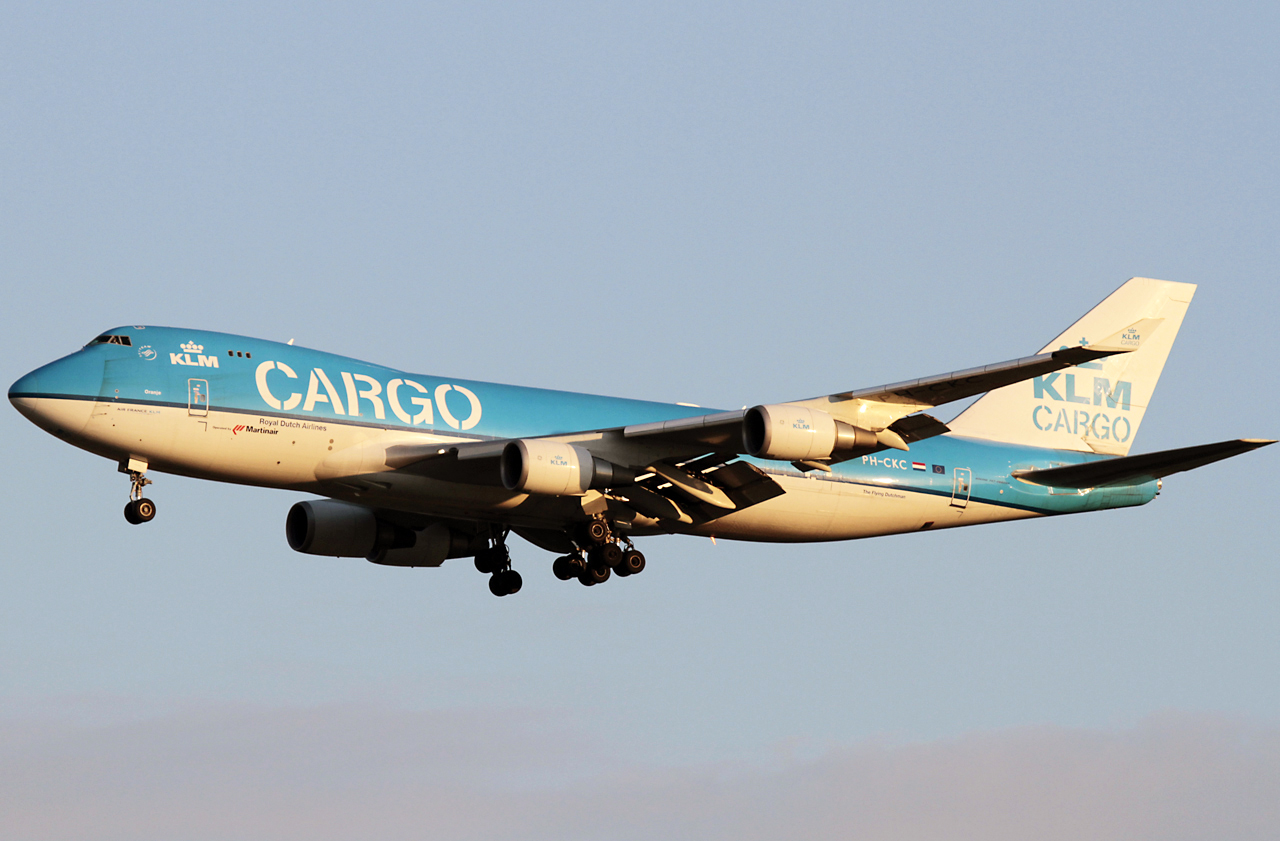
Un Boeing 747-400ERF de la KLM à l'aéroport d'Amsterdam-Schiphol.

Le 747-400ERF (747-400ER freighter, cargo), version cargo du 747-400ER est lancée le 30 avril 2001. Le 747-400ERF est similaire au 747-400F mais sa masse maximale est accrue ce qui lui permet de transporter plus de fret. Contrairement au 747-400F, le modèle n'est pas équipé de réservoirs de carburant dans le compartiment cargo. Le 747-400ERF a une masse maximale au décollage de 412 769 kg (910 000 lb) et une capacité d'emport de 112 760 kg (248 600 lb). Il permet soit d'emporter 9 980 kg de charge supplémentaires par rapport aux autres 747-400 cargo, soit de voler 972 km de plus (525 NM).
Le 747-400ERF a une autonomie de 9 200 km (4 970 NM) à charge maximale, il dispose de fuselage, train d'atterrissage et sections d'ailes renforcés, ainsi que de pneus plus grands. Le premier 747-400ERF est livré à Air France (via ILFC) le 17 octobre 2002. En 2009, Boeing avait livré 40 modèles 400ERF sans commandes en suspens. Le dernier 747-400 est un 400ERF livré le 10 novembre 2009 à LoadAir Cargo. Par rapport au 747-400ERF, le nouveau 747-8F a une plus grande capacité d'emport mais sa distance franchissable est moindre.

### 747-400Converted Freighter
Le 747-400BCF (Boeing Converted Freighter), initialement connu comme le 747-400SF (Special Freighter), est un programme de conversion des 747-400 passagers en avions cargo. Le projet est lancé en 2004 et les modifications sont réalisées par des entrepreneurs agréés comme TAECO, KAL Aerospace et SIA Engineering. Le premier Boeing 747-400BCF est livré de nouveau à Cathay Pacific Cargo et entre en service le 19 décembre 2005. Ce type de procédure de conversion est réalisé à l'aéroport international de Xiamen-Gaoqi, en Chine.
Le 747-400BDSF (Bedek Special Freighter) est une autre version cargo, issue d'une conversion par Israel Aerospace Industries (IAI). Le premier 747-400BDSF est livré à Air China Cargo. Plusieurs Boeing 747-45EM d'EVA Air sont convertis en modèles BDSF après leur retrait du service passager au moment de la livraison de Boeing 777-35E/ER. Ce type de conversion est réalisé à l'aéroport international de Tel Aviv-David Ben Gourion, en Israël. Les 747-400BCF et les 747-400BDSF ne disposent pas de porte cargo dans le nez ; le fret est chargé via une porte cargo latérale.

### 747Large Cargo Freighter

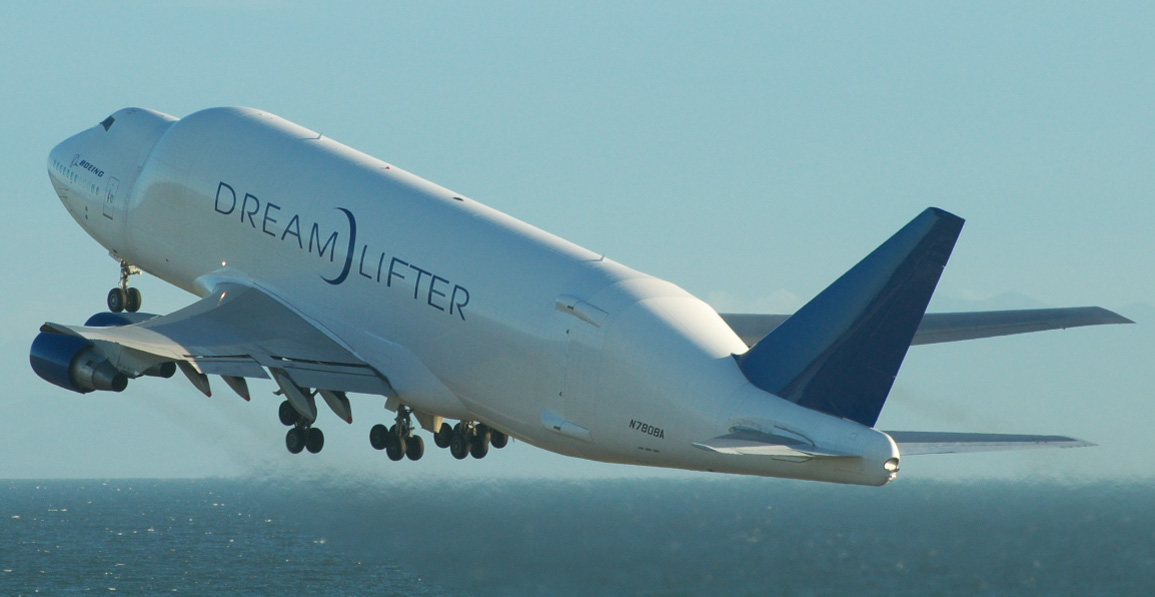
Boeing 747 Large Cargo Freighter à l'aéroport international du Chūbu au Japon.

En octobre 2003, Boeing annonce qu'à cause du temps que prend le transport maritime, le transport aérien doit être la principale méthode utilisée pour acheminer les parties du Boeing 787 Dreamliner jusqu'à l'usine d'assemblage. Des 747-400 d'occasion sont convertis en Large Cargo Freighter (LCF), des avions de transport énormes, afin transporter les sous-ensembles vers Everett, dans l'État de Washington pour l'assemblage final. Le LCF a un fuselage surdimensionné semblable à celui de l'Aero Spacelines Super Guppy ou de l'Airbus Beluga.
La conversion, élaborée par les ingénieurs de Boeing de Puget Sound, de Moscou, de Canoga Park (Californie) et Gamesa Aeronáutica en Espagne, est réalisée à Taïwan par une filiale d'Evergreen Group. Boeing achète quatre appareils de seconde main et tous sont convertis ; le quatrième et dernier LCF effectue son premier vol en janvier 2010.
Les durées de livraison via le 747 LCF ne sont que d'une journée, à comparer avec les 30 jours pour la livraison par navire. Le LCF a une plus grande soute cargo que les autres avions sa capacité est trois fois supérieure à celle d'un 747-400F,. Le LCF n'est pas un modèle de production et n'est pas proposé à la vente ; il est destiné à l'usage exclusif par Boeing.

### Gouvernement, militaire et autres versions
- C-33 : projet d'avion de transport militaire américain du 747-400, destiné à compléter la flotte de C-17 Globemaster III. Le C-33 coûte moins et sa distance franchissable est plus élevée ; cependant, il ne peut pas utiliser de pistes rudimentaires ou emporter des équipements militaires hors-normes et ses coûts d'exploitation sont plus élevés. Le projet est annulé en faveur d'un achat de C-17 supplémentaires[34].
- YAL-1 : transporteur du Airborne Laser (laser aéroporté) basé sur un 747-400F destiné à l'United States Air Force. L'appareil est lourdement modifié afin d'emporter la tourelle montée sur le nez et l'équipement du laser chimique en oxygène iode (Chemical oxygen iodine laser, COIL) afin d'abattre des missiles balistiques intercontinentaux. En 2012, il est stocké au 309th AMARG à la Davis-Monthan Air Force Base en Arizona après l'arrêt du financement du programme[35].
- Boeing 747 Supertanker : le troisième Boeing 747 d'occasion modifié comme bombardier d'eau est un 747-400 et il est depuis le plus grand au monde dans cette fonction[36].
- Un certain nombre d'autres gouvernements utilisent le 747-400 comme transport de personnalités ; ils sont Bahreïn, Bruneï, l'Inde, le Japon, Oman, l'Arabie saoudite et les Émirats arabes unis.

## Utilisateurs et commandes

### Opérateurs
Au total, le Boeing 747-400, toutes versions confondues, est produit à 694 exemplaires, ; Singapore Airlines, qui commande et réceptionne 59 appareils dont 17 en version cargo, en est le principal client ; la compagnie est suivie de British Airways avec 57, puis Korean Air (46), Japan Airlines et United Airlines (44 chacun). En Asie, les principaux clients comptent aussi China Airlines (38), la Cathay Pacific (29), All Nippon Airways (23) et Air China (16) ; en Europe, en plus de British Airways, les compagnies qui commandent le plus de 747-400 sont la Lufthansa (32), KLM (25), Air France (16) et la compagnie luxembourgeoise Cargolux (16), cette dernière utilisant uniquement des avions cargos (747-400F).
Sur les 694 Boeing 747-400 construits, 664 sont en service dans les compagnies aériennes en juillet 2010 ; le principal opérateur est alors British Airways avec 57 appareils dans sa flotte, suivi de la Cathay Pacific qui en exploite 47 dont 12 pour le transport de fret, de Korean Air avec 43 747-400 dont 17 appareils cargos et un combi ; viennent ensuite China Airlines (35), puis la Lufthansa et la Qantas qui exploitent chacune 30 appareils dont les six -400ER pour la compagnie australienne.
Le client de lancement, Northwest Airlines, continue d'utiliser le 747-400 jusqu'à sa fusion avec Delta Air Lines ; les appareils sont progressivement retirés de la flotte compagnie, qui effectue son dernier vol commercial avec le 747-400 en janvier 2018. Le premier 747-400 livré à Northwest Airlines, qui est également le tout premier 747-400 construit, continue d'être utilisé sous les couleurs de Delta Air Lines jusqu'en septembre 2015 ; il est ensuite transféré vers le Delta Flight Museum, à Atlanta, où il est exposé.
En juillet 2019, 331 Boeing 747-400 sont en service dans les compagnies aériennes. Les principaux opérateurs sont British Airways avec 33 appareils dans sa flotte, Atlas Air (29) et China Airlines (25). Les autres compagnies qui exploitent plus de dix appareils sont Kalitta Air (21), Asiana et la Lufthansa (13 chacun), KLM  et Saudia (10 chacun). Les principaux opérateurs du 747-400 uniquement pour le transport de fret sont UPS Airlines (13) et Cargolux (12) ; les appareils combis, moins nombreux, sont utilisés uniquement par KLM qui en compte sept dans sa flotte.

### Commandes et livraisons
| Version    | 1985 | 1986 | 1987 | 1988 | 1989 | 1990 | 1991 | 1992 | 1993 | 1994 | 1995 | 1996 | 1997 | 1998 | 1999 | 2000 | 2001 | 2002 | 2003 | 2004 | 2005 | 2006 | Total |
| 747-400    | 14   | 47   | 40   | 38   | 27   | 93   | 26   | 18   | 2    | 12   | 27   | 45   | 18   | 11   | 2    | 8    | 6    | 8    | -    | -    | -    | -    | 442   |
| 747-400D   | -    | -    | -    | 2    | 11   | 6    | -    | -    | -    | -    | -    | -    | -    | -    | -    | -    | -    | -    | -    | -    | -    | -    | 19    |
| 747-400ER  | -    | -    | -    | -    | -    | -    | -    | -    | -    | -    | -    | -    | -    | -    | -    | 6    | -    | -    | -    | -    | -    | -    | 6     |
| 747-400ERF | -    | -    | -    | -    | -    | -    | -    | -    | -    | -    | -    | -    | -    | -    | 2    | -    | 8    | 1    | 2    | 2    | 17   | 8    | 40    |
| 747-400F   | -    | -    | -    | -    | 2    | 14   | 3    | 1    | -    | 4    | 2    | 3    | 16   | 4    | 28   | 12   | 2    | 8    | 2    | 8    | 13   | 4    | 126   |
| 747-400M   | -    | 11   | 7    | 3    | 11   | 7    | 2    | 4    | -    | -    | 3    | 8    | 2    | -    | 3    | -    | -    | -    | -    | -    | -    | -    | 61    |
| Total      | 14   | 58   | 47   | 43   | 51   | 120  | 31   | 23   | 2    | 16   | 32   | 56   | 36   | 15   | 35   | 26   | 16   | 17   | 4    | 10   | 30   | 12   | 694   |

| Version    | 1989 | 1990 | 1991 | 1992 | 1993 | 1994 | 1995 | 1996 | 1997 | 1998 | 1999 | 2000 | 2001 | 2002 | 2003 | 2004 | 2005 | 2006 | 2007 | 2008 | 2009 | Total |
| 747-400    | 34   | 54   | 48   | 47   | 52   | 32   | 16   | 18   | 30   | 43   | 34   | 9    | 17   | 5    | 6    | 3    | 2    | -    | -    | -    | -    | 442   |
| 747-400D   | -    | -    | 2    | 8    | 6    | 1    | 2    | -    | -    | -    | -    | -    | -    | -    | -    | -    | -    | -    | -    | -    | -    | 19    |
| 747-400ER  | -    | -    | -    | -    | -    | -    | -    | -    | -    | -    | -    | -    | -    | 3    | 3    | -    | -    | -    | -    | -    | -    | 6     |
| 747-400ERF | -    | -    | -    | -    | -    | -    | -    | -    | -    | -    | -    | -    | -    | 3    | 4    | 5    | 2    | 6    | 8    | 6    | 6    | 40    |
| 747-400F   | -    | -    | -    | -    | 2    | 4    | 5    | 3    | 4    | 8    | 10   | 15   | 12   | 15   | 6    | 7    | 9    | 8    | 8    | 8    | 2    | 126   |
| 747-400M   | 7    | 8    | 12   | 6    | 6    | 3    | 2    | 5    | 5    | 2    | 3    | 1    | -    | 1    | -    | -    | -    | -    | -    | -    | -    | 61    |
| Total      | 41   | 62   | 62   | 61   | 56   | 40   | 25   | 26   | 39   | 53   | 47   | 25   | 31   | 27   | 19   | 15   | 13   | 14   | 16   | 14   | 8    | 694   |

Données de Boeing, novembre 2018,,.

## Accidents et incidents

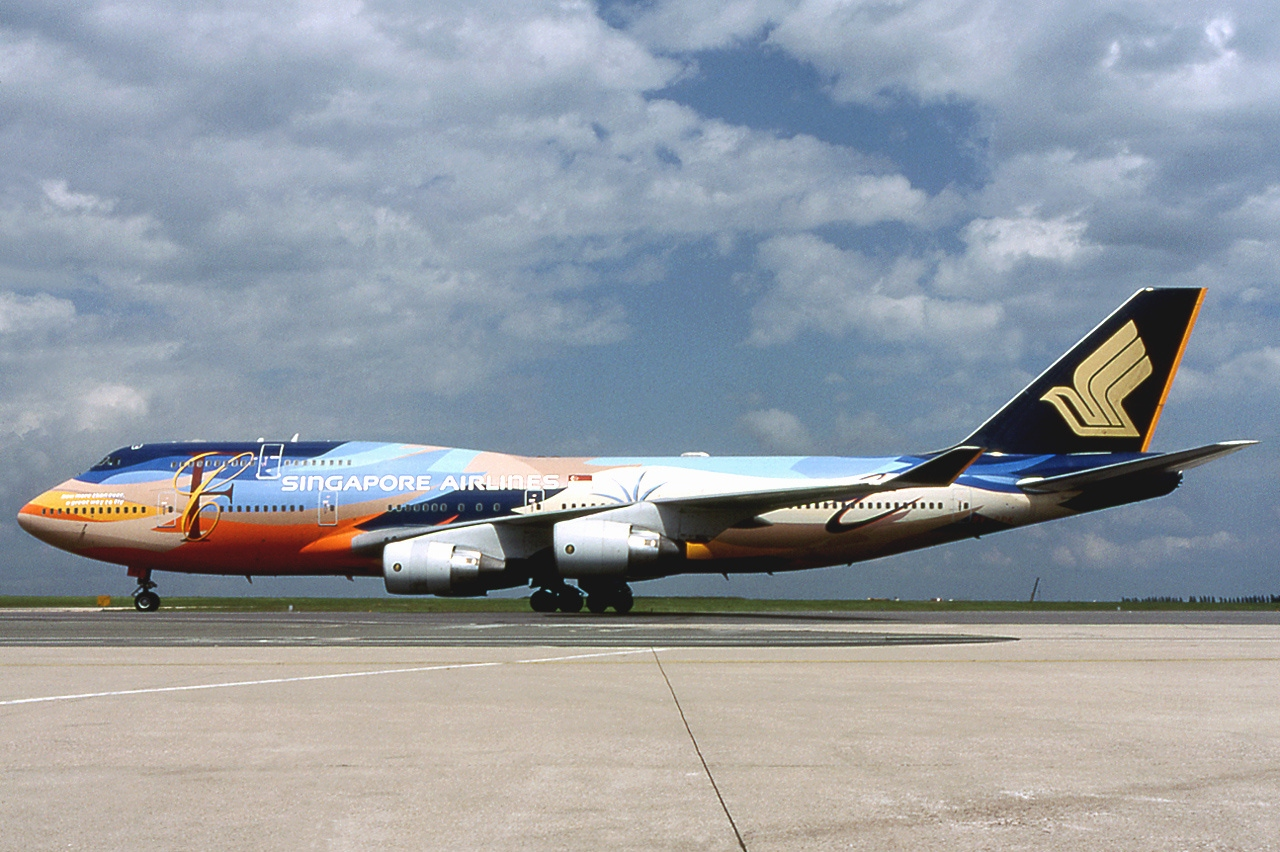
Le Boeing 747-400 9V-SPK de la Singapore Airlines, vu ici à l'aéroport de Roissy, sera accidenté en octobre 2000.

Le premier accident impliquant un 747-400 a lieu le 4 novembre 1993 : le vol 605 de China Airlines, reliant Taipei à l'aéroport international Kai Tak de Hong Kong, se pose plus de 640 m (2 100 ft) après le seuil de piste avec un vent de travers de 20 nœuds, avec des rafales à 38 kt. Avec le non-enclenchement des freins automatiques et les aérofreins rentrés, le freinage manuel et l'inversion de poussée ne sont pas suffisants pour empêcher l'avion de tomber dans le Victoria Harbour. Aucun des occupants n'est sérieusement blessé mais l'appareil est radié des registres. Le deuxième accident du modèle est celui du vol Singapore Airlines 006, le 31 octobre 2000. Un 747-400, devant relier Singapour à Los Angeles via Taipei, percute des équipements de chantier alors qu'il tente de décoller depuis une piste fermée de l'aéroport de Chiang Kai-Shek. L'avion prend feu et est détruit, tuant 79 passagers et quatre membres d'équipage. La cause est attribuée à une navigation de l'équipage vers la mauvaise piste.
Un total de trois 747-400F ont été perdus dans des accidents. Le 3 septembre 2010, le 747-400F du vol UPS Airlines 6, devant relier l'aéroport international de Dubaï à celui de Cologne/Bonn, s'écrase 25 minutes après son décollage. L'équipage déclare une urgence, apparemment à cause d'un incendie à bord ; ils abandonnent ensuite leur tentative d'atterrissage car ils ne peuvent pas voir leurs instruments. L'appareil frappe le sol à haute vitesse tuant les deux membres d'équipage,. Le 28 juillet 2011, le vol Asiana Airlines 991, opéré par un 747-400F, volant entre l'aéroport international d'Incheon et celui de Shanghai-Pudong, s'écrase dans l'océan Pacifique au large de Jeju Island en Corée du Sud ; il aurait connu des problèmes mécaniques dus à un possible incendie à bord. Les deux membres d'équipage sont tués. Un 747-400BCF assurant le vol National Airlines 102 s'écrase le 29 avril 2013 (jour du 25e anniversaire du premier vol de ce modèle) à la base aérienne de Bagram en Afghanistan tuant les sept membres d'équipage. Fin avril 2013, Le National Transportation Safety Board déclare qu'un véhicule protégé contre les embûches, protégé contre les mines, mal qualifié, connu sous le nom de MRAP, a traversé la cloison et a désactivé deux systèmes hydrauliques, rendant l'avion incontrôlable.

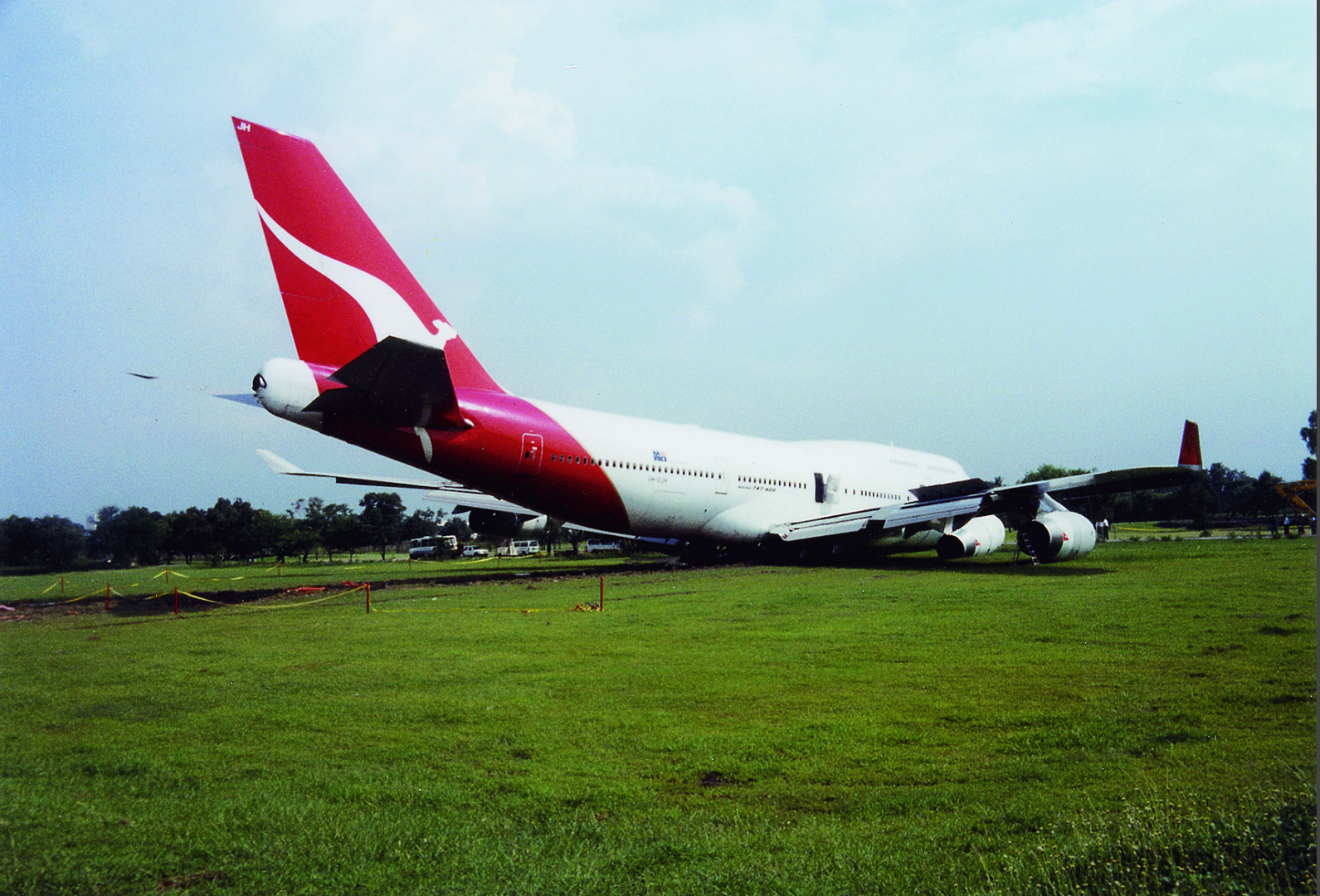
Le Boeing 747-400 de la Qantas après sa sortie de piste, le 23 septembre 1999.

D'autres incidents et tentatives de détournement de 747-400 n'ont pas causé de dommages irréparables à l'appareil. Le 15 décembre 1989, le 747-400M du vol KLM 867, entre l'aéroport international de Narita et celui d'Anchorage, vole à travers un nuage de cendre volcanique ce qui cause des dégâts à l'appareil et les quatre moteurs doivent par la suite être remplacés. Le 23 juillet 1999, dans une tentative de détournement, un homme tue le pilote du 747-400D du vol 61 d'All Nippon Airlines à destination du nouvel aéroport de Chitose, près de Sapporo, Hokkaido, depuis l'aéroport international de Tokyo-Haneda ; il est maîtrisé par les autres membres d'équipage et l'appareil se pose en toute sécurité. Le 23 septembre 1999, pendant une tempête et sous une pluie battante, le vol Qantas 1, volant de Sydney vers Londres via Bangkok, dépasse la piste après avoir touché plus de 1 000 m (3 300 ft) après le seuil de piste, ce qui cause des dommages à l'appareil et des blessés parmi les passagers. Le 31 janvier 2001, le pilote du 747-400D du vol Japan Airlines 907, parti de l'aéroport international de Tokyo et à destination de celui de Naha, effectue une descente d'urgence, évitant de justesse une collision avec un DC-10 de la même compagnie.
Le 9 octobre 2002, le 747-400 du vol Northwest Airlines 85, au départ de l'aéroport métropolitain de Détroit et à destination de celui de Narita, atterrit d'urgence à l'aéroport international d'Anchorage après un changement brusque de la position de partie basse de la gouverne de direction. Le 25 juillet 2008, le vol 30 de la Qantas, en provenance de Melbourne et à destination de Hong Kong, se pose d'urgence à l'aéroport international Ninoy-Aquino à Manille aux Philippines avec un trou béant dans la partie avant inférieure du fuselage ; personne n'est blessé et les autorités déterminent que l'explosion d'une bouteille d'oxygène est la cause le plus probable,,. Le 15 mars 2013, un 747-430 de la Lufthansa, volant de Mexico à Francfort, effectue un atterrissage d'urgence dans les Açores à cause d'un problème de fumée dans la cabine. Le 23 décembre 2013, à l'aéroport international Oliver Tambo de Johannesburg, un Boeing 747-400 de British Airways roule sur une voie de circulation trop étroite pour son envergure et heurte un immeuble de bureaux avec son aile. L'incident fait quatre blessés légers, selon les autorités de l'aviation civile.

## Caractéristiques
| Version                                      | 747-400                                                                  | 747-400ER                                              | 747-400F                                                                                  | 747-400ERF                                                                                |
| -------------------------------------------- | ------------------------------------------------------------------------ | ------------------------------------------------------ | ----------------------------------------------------------------------------------------- | ----------------------------------------------------------------------------------------- |
| Équipage du cockpit                          | Deux                                                                     | Deux                                                   | Deux                                                                                      | Deux                                                                                      |
| Passagers ou capacité cargo                  | 416 (3 classes), 524 (2 classes), 660 (400D, 1 classe)                   | 416 (3 classes), 524 (2 classes), 660 (400D, 1 classe) | Pont principal : 30 palettes Pont inférieur : 32 conteneurs LD1 Charge utile : 112 630 kg | Pont principal : 30 palettes Pont inférieur : 32 conteneurs LD1 Charge utile : 112 760 kg |
| Longueur                                     | 70,663 m                                                                 | 70,663 m                                               | 70,663 m                                                                                  | 70,663 m                                                                                  |
| Envergure                                    | 64,440 m                                                                 | 64,440 m                                               | 64,440 m                                                                                  | 64,440 m                                                                                  |
| Surface alaire                               | 560 m2                                                                   | 560 m2                                                 | 560 m2                                                                                    | 560 m2                                                                                    |
| Allongement                                  | 7,4                                                                      | 7,4                                                    | 7,4                                                                                       | 7,4                                                                                       |
| Hauteur                                      | 19,406 m                                                                 | 19,406 m                                               | 19,406 m                                                                                  | 19,406 m                                                                                  |
| Masse à vide en ordre d'exploitation         | 178 800 kg                                                               | 184 570 kg                                             | 165 107 kg                                                                                | 164 382 kg                                                                                |
| Masse maximale au décollage (MTOW)           | 396 890 kg                                                               | 412 775 kg                                             | 396 890 kg                                                                                | 412 775 kg                                                                                |
| Masse maximale à l'atterrissage (MLW)        | 630,000 lbs 285,762 Kg                                                   | 652,000 lbs 295,743 Kg                                 | 666,000 lbs 302,092 Kg                                                                    | 653,000 lbs 296,196 Kg                                                                    |
| Vitesse de croisière (à 35 000 ft, 10,66 km) | Mach 0,85 (493 kt, 912 km/h)                                             | Mach 0,855 (495 kt, 917 km/h)                          | Mach 0,845 (490 kt, 908 km/h)                                                             | Mach 0,845 (490 kt, 908 km/h)                                                             |
| Vitesse maximale (à 35 000 ft, 10,66 km)     | Mach 0,92 (533 kt, 988 km/h)                                             | Mach 0,92 (533 kt, 988 km/h)                           | Mach 0,92 (533 kt, 988 km/h)                                                              | Mach 0,92 (533 kt, 988 km/h)                                                              |
| Distance de décollage (MTOW, ISA)            | 3 200 m (10 500 ft)                                                      | 3 100 m (10 200 ft)                                    | 3 250 m (10 660 ft)                                                                       | 3 100 m (10 200 ft)                                                                       |
| Autonomie à charge maximale                  | 7 260 NM (13 450 km)                                                     | 7 670 NM (14 205 km)                                   | 4 445 NM (8 230 km)                                                                       | 4 970 NM (9 200 km)                                                                       |
| Capacité de carburant                        | 216 840 L                                                                | 241 140 L                                              | 216 840 L                                                                                 | 216 840 L                                                                                 |
| Moteurs                                      | P&W PW4062 GE CF6-80C2B5F RR RB211-524H                                  | P&W PW4062 GE CF6-80C2B5F                              | P&W PW4062 GE CF6-80C2B5F RR RB211-524H                                                   | P&W PW4062 GE CF6-80C2B5F                                                                 |
| Poussée unitaire                             | PW : 282 kN (63 300 lbf) GE : 276 kN (62 100 lbf RR : 265 kN (59 500 lbf | PW : 282 kN (63 300 lbf) GE : 276 kN (62 100 lbf       | PW : 282 kN (63 300 lbf) GE : 276 kN (62 100 lbf RR : 265 kN (59 500 lbf                  | PW : 282 kN (63 300 lbf) GE : 276 kN (62 100 lbf                                          |

Plan 3 vues du Boeing 747-400.

Sources : caractéristiques du 747-400, rapport aéroportuaire du 747-400/400ER, Gilchrist.